# Urania-Film

Plakat z filmu Piętro wyżej (1937)

Urania-Film – polska wytwórnia filmowa w Warszawie, założona przez Eugeniusza Bodo w 1933 roku. 

## Historia
W 1931 roku powstała wytwórnia B-W-B Film, którą Bodo założył wraz z Michałem Waszyńskim i Adamem Brodziszerm. W 1933 została przekształcona w Uranię-Film, a nazwa upamiętniała kinoteatr „Urania”, założony w Łodzi przez Teodora Junoda, ojca Bodo. W latach 1933–1937 wytwórnia wyprodukowała siedem filmów. Ostatnim z nich i najbardziej kasowym okazał się obraz Piętro wyżej (1937), w którym Bodo wylansował szlagiery Sex appeal, to nasza broń kobieca i Umówiłem się z nią na dziewiątą.

## Filmografia
Produkcja:
- Jego ekscelencja subiekt (1933)
- Pieśniarz Warszawy (1934)
- Czarna perła (1934)
- Jaśnie pan szofer (1935)
- Dwa dni w raju (1936)
- Bohaterowie Sybiru (1936)
- Piętro wyżej (1937)

Źródło: FilmPolski.pl